# Alcest
Ne doit pas être confondu avec Alceste.
Alcest est un groupe de post-black metal et blackgaze français, originaire de Paris.

## Biographie
Alcest est formé en 1999 à Bagnols-sur-Cèze en tant que projet solo par Stéphane Paut, alias Neige. Alcest était au départ un groupe de black metal. Le groupe devient ensuite le projet solo du musicien multi-instrumentiste Neige, connu aussi pour ses autres groupes Amesoeurs, Peste noire ou encore Lantlôs.
Le premier album studio d'Alcest, Souvenirs d'un autre monde, fait l'objet de nombreux articles dans la presse musicale et les médias indépendants, notamment des webzines consacrés aux scènes underground,,.
Le 6 janvier 2012, Alcest sort son troisième album, Les Voyages de l'âme, et son premier clip vidéo sur le single Autre temps, réalisé par Julien Marie. L'album Shelter est publié le 17 janvier 2014. Au début de 2014, Alcest fait partie des 10 nouveaux artistes que le magazine Rolling Stone conseille d'écouter.
Le 15 janvier 2016, Neige annonce un nouvel album. Le 27 juillet 2016, le groupe annonce sur leur page Facebook que sa sortie est prévue le 30 septembre. L'album s'appelle Kodama et contient 6 titres et une pochette réalisée par Førtifem. Le premier extrait, Oiseaux de proie, est dévoilé le 4 août 2016. Le 12 septembre 2016, le magazine anglais Metal Hammer cite le groupe dans son top 10 des meilleurs groupes de métal français. À la fin novembre 2016, l'équipe de programmation du Hellfest annonce le retour du groupe pour l'édition 2017,, Alcest avait déjà joué au Hellfest en 2012.
Invité par Robert Smith de The Cure, Alcest joua son album Kodama en entier, au Meltdown Festival à Londres, en juin 2018.

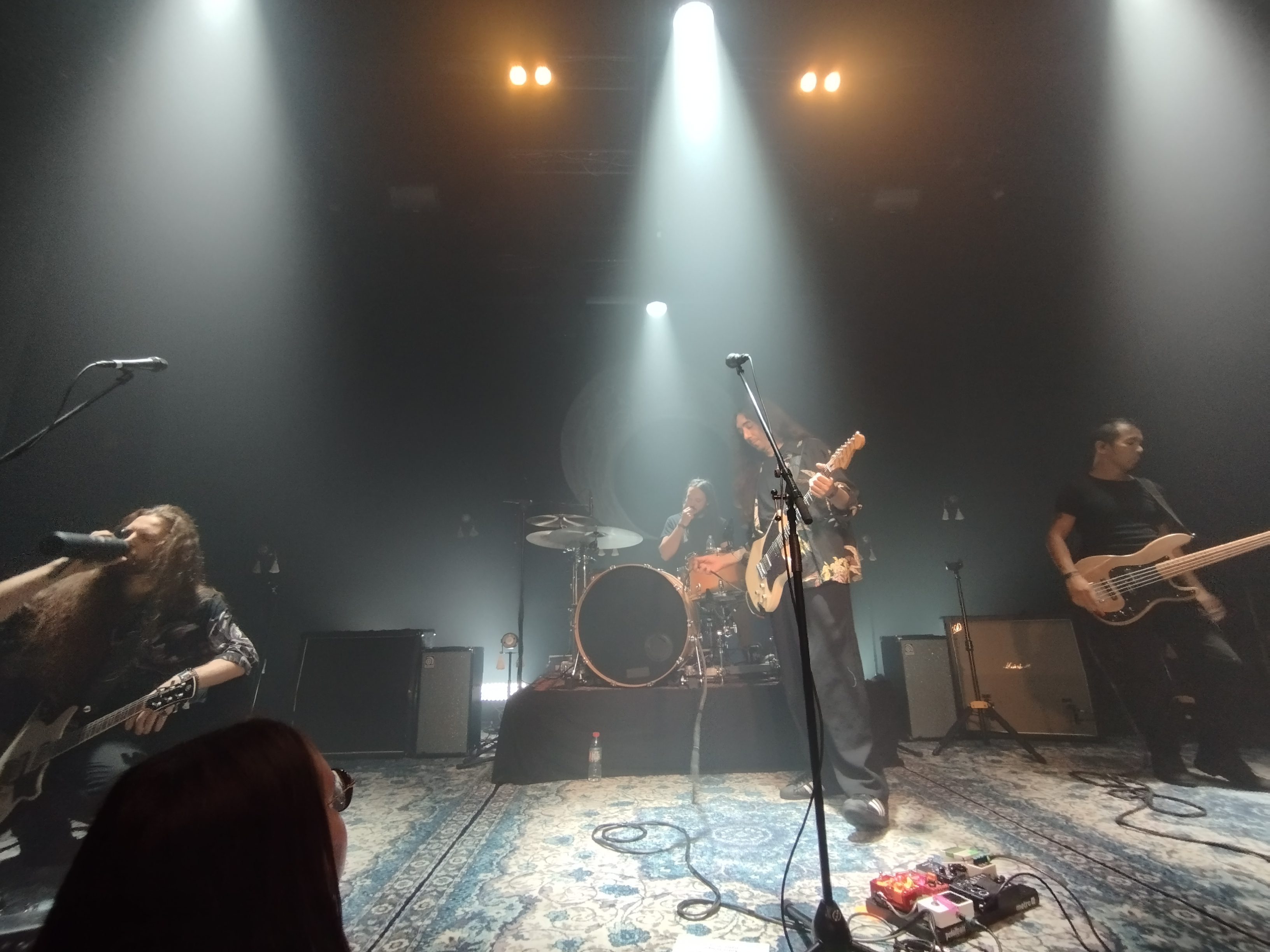
Alcest en concert à la salle L'Empreinte de Savigny-le-Temple, en octobre 2023.

Le 25 octobre 2019, Alcest sort son premier album sous le label allemand Nuclear Blast. Spiritual Instinct (en) se distingue par un retour à des sonorités plus abruptes et les critiques, notamment françaises, sont globalement positives,.

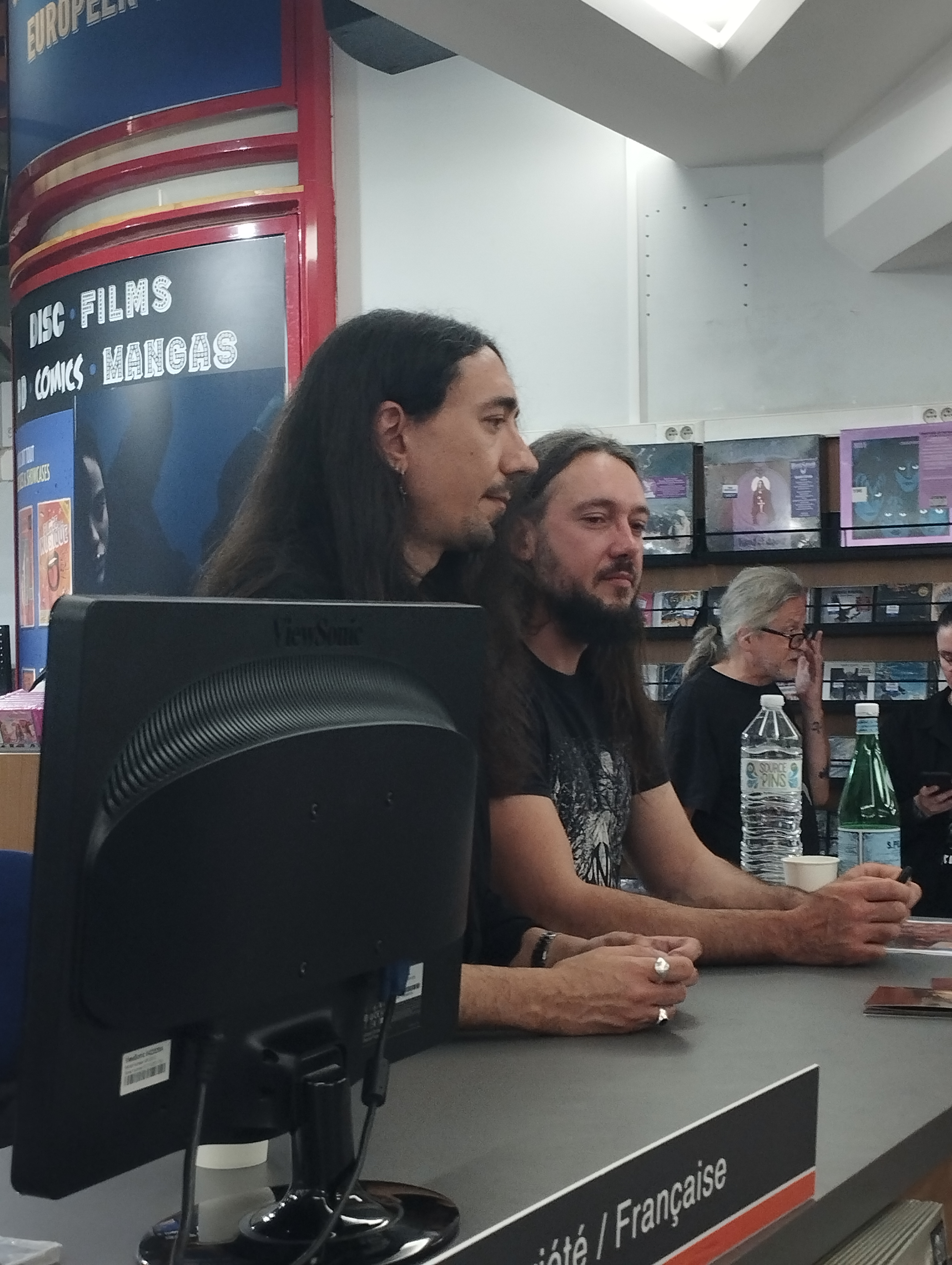
Alcest lors d'une séance de dédicace à Gibert Joseph (Paris 6e) dans le cadre de la sortie des Chants de l'aurore, le 21 juin 2024.

En février 2024, un septième album intitulé Les Chants de l'aurore (en) est annoncé pour le 21 juin.

## Membres
- Neige - chant, guitare, basse, clavier, batterie
- Winterhalter - batterie

## Membres live
- Indria - basse
- Zero - guitare, chant

## Discographie

### Albums studio
- 2007 : Souvenirs d'un autre monde
- 2010 : Écailles de lune (en)
- 2012 : Les Voyages de l'âme
- 2014 : Shelter[19]
- 2016 : Kodama
- 2019 : Spiritual Instinct (en)
- 2024 : Les Chants de l'aurore (en)

### Démo et EP
- 2001 : Tristesse hivernale (en) (démo)
- 2005 : Le Secret (en) (EP 2 titres)
- 2011 : Le Secret (EP 4 titres)
- 2012 : BBC Live Session (3 titres en live, enregistrés dans les studios de la BBC)[20]